# 格朗松城堡

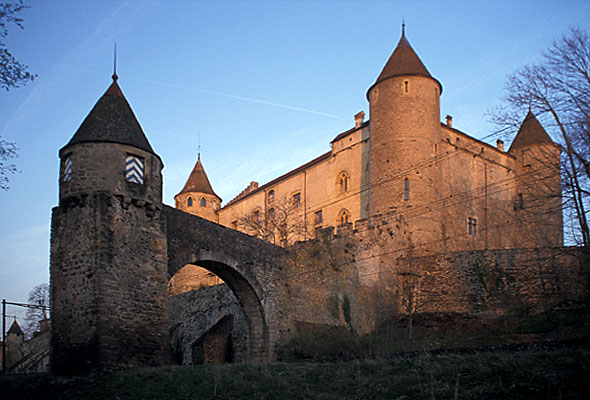
格朗松城堡

46°48′32″N 6°38′46″E / 46.80889°N 6.64611°E
格朗松城堡（法語：Château de Grandson）是位于瑞士沃州格朗松的一座城堡，位于纳沙泰尔湖西岸。

## 历史
有关格朗松的领主的最早记载见于西元12世纪后半叶的文献。格朗松城堡大概也建于这一时期。
20世纪中叶，城堡开始向游人开放。